# Spojenie łonowe

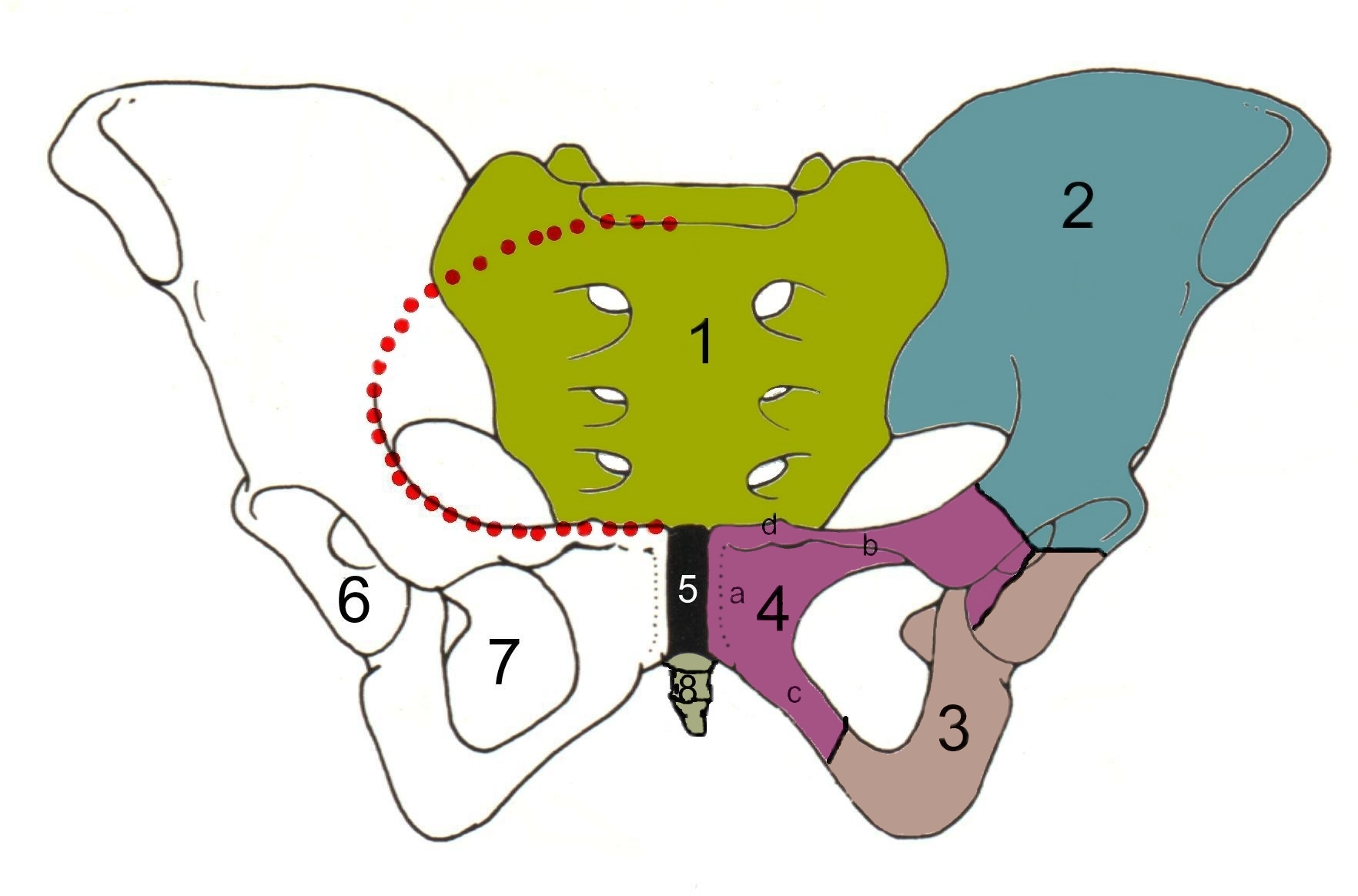
Miednica (kość miedniczna, os coxae) – budowa. Spojenie łonowe oznaczone numerem 5.
Opis numeracji:
1. kość krzyżowa (os sacrum)
2. kość biodrowa (os ilium)
3. kość kulszowa (os ischii)
4. kość łonowa (os pubis):
a) trzon (corpus)
b) gałąź górna (ramus superior)
c) gałąź dolna (ramus inferior)
d) guzek łonowy (tuberculum pubicum)
5. spojenie łonowe (symphisis pubica)
6. panewka (kości biodrowej) (acetabulum)
7. otwór zasłoniony (foramen obturatum)
8. kość guziczna (os coccygis)
Kropkowana czerwona linia – kresa graniczna (linea terminalis)

Spojenie łonowe (łac. symphysis pubica) – w anatomii człowieka chrząstkozrost łączący obie kości łonowe miednicy. 
Spojenie łonowe tworzą powierzchnie spojeniowe (łac. facies symphysialis) obu kości łonowych pokryte cienką warstwą chrząstki szklistej oraz znajdujący się pomiędzy nimi krążek międzyłonowy (łac. discus interpubicus), zbudowany z chrząstki włóknistej. Wewnątrz krążka zwykle znajduje się niewielka, szczelinowata jama. 
Na brzegu górnym krążka biegnie więzadło łonowe górne (łac. ligamentum pubicum superius), a na brzegu dolnym więzadło łukowate łonowe (łac. ligamentum arcuatum pubis). 
Spojenie łonowe jest uważane za formę przejściową pomiędzy klasycznym chrząstkozrostem a stawem.